# Matt Birk
Matthew Robert Birk (St. Paul, 23 luglio 1976) è un ex giocatore di football americano statunitense che ha giocato nel ruolo di centro per i Minnesota Vikings e i Baltimore Ravens della National Football League (NFL). Fu scelto nel corso del sesto giro (173º assoluto) del Draft NFL 1998 dai Vikings. Al college ha giocato a football ad Harvard.

## Carriera professionistica

### Minnesota Vikings
Birk fu scelto dai Minnesota Vikings nel corso del sesto giro del Draft 1998. Durante le sue prime due stagioni coi Vikings, egli apparve in 22 gare come offensive lineman di riserva. Nel 2000, Matt divenne il centro titolare dei Vikings, giocando come titolare tutte le 16 gare stagionali e venendo convocato per il suo primo Pro Bowl team. Birk disputò come titolare tutte le gare di Minnesota tra il 2000 e il 2003.
Nel 2004, Birk saltò le ultime 4 gare della stagione a causa di un'operazione chirurgica a un'ernia. La stagione 2005 invece la perse completamente a causa di un infortunio a un'anca che richiese un intervento chirurgico.
Birk ritornò in campo nel 2006, riprendendosi nuovamente il posto di centro titolare dei Vikings e guadagnando la quinta convocazione per il Pro Bowl in carriera. Nel 2007, Birk fu nominato giocatore dell'anno Minnesota Vikings Man of the Year per il sesto anno consecutivo. Fu inoltre convocato per il suo sesto Pro Bowl, pareggiando il record di Mick Tingelhoff per il maggior numero di convocazioni per un centro dei Vikings.

### Baltimore Ravens
Divenuto un unrestricted free agent dopo la stagione 2008, Birk firmò un contratto triennale del valore di 12 milioni di dollari coi Baltimore Ravens il 4 marzo 2009. L'accordo incluse 6 milioni di dollari garantiti.
Il 4 febbraio 2012, Birk vinse il premio Walter Payton Man of the Year per i suoi sforzi dentro e fuori dal campo. Il 16 marzo, Matt firmò un nuovo contratto triennale coi Ravens. Il 3 febbraio 2013, Birk partì come titolare nel Super Bowl XLVII contribuendo alla vittoria dei Ravens sui San Francisco 49ers per 34-31, laureandosi per la prima volta campione NFL.
Il 22 febbraio 2013, Birk annunciò il suo ritiro dopo 15 stagioni da professionista.

## Palmarès

### Franchigia
- Super Bowl : 1

Baltimore Ravens: Super Bowl XLVII
- American Football Conference Championship: 1

Baltimore Ravens: 2012

### Individuale
- Convocazioni al Pro Bowl: 6

2000, 2001, 2003, 2004, 2006, 2007
- All-Pro: 2

2000, 2003
- Minnesota Vikings Man of the Year Award: 6

2002, 2003, 2004, 2005, 2006, 2007
- Ed Block Courage Award: 1

2006
- Walter Payton NFL Man of the Year Award: 1

2011
- Squadra ideale del Mall of America Field

## Statistiche
| Partite totali             | 210 |
| Partite totali da titolare | 187 |